# Aroneanu
Aroneanu é uma comuna romena localizada no distrito de Iaşi, na região de Moldávia.
Possui uma área de 39.03 km² e sua população era de 3012 habitantes segundo o censo de 2007.